# Шетьяс
Шетьяс — река в России, течёт по территории Вилегодского района Архангельской области и Лузского района Кировской области. Устье реки находится в 61 км по левому берегу Виледи. Образуется слиянием рек Большой Шетьяс и Полдневой Шетьяс. Длина реки составляет 48 км, площадь водосборного бассейна 256 км².

## Данные водного реестра
По данным государственного водного реестра России относится к Двинско-Печорскому бассейновому округу, водохозяйственный участок реки — Вычегда от города Сыктывкар и до устья, речной подбассейн реки — Вычегда. Речной бассейн реки — Северная Двина.
Код объекта в государственном водном реестре — 03020200212103000024877.